# Нечто (группа)

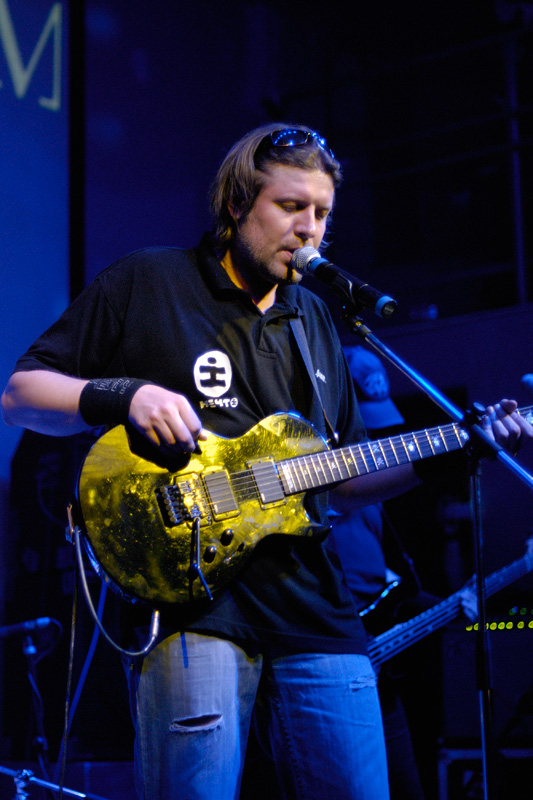

«Нечто» — российская рок-группа из Уфы, образованная в 1995 году.

## Состав группы

### Состав группы на данный момент
Макс Шкель — гитара, вокал, музыка, тексты
Тарас Шкель — барабаны
Наталья Шкель — клавишные, бэк-вокал
Вадим «Горький» Пешков — бас-гитара
Портянко Василий — гитара

### Бывшие участники
Амир Дюсеев — бас-гитара, Тимур Абдрахманов — гитара, Станислав Никоненко — вокал, Тимур Хабибуллин — клавишные, бэк-вокал, 
Исакин Дмитрий - гитара, Кантимеров Владлен - клавишные.

## История

### 1995 год
Дебют Нечто состоялся на Первом городском фестивале Новой музыки — Фритоника-95: и неожиданное первое место. Всё творчество этого периода группы оформилось в магнитоальбом: «…и рождаются Сны» (Муха Rec. 1995)

### 1996 год
Нечто пригласили на Первый Международный Благотворительный Рок-фестиваль Фритоника-96 в качестве гостей на одной сцене вместе с H-BlockX. Фестиваль транслировался и освещался в прямом эфире MTV Europe.

### 1998 год
Нечто записали второй альбом: Красное, Жёлтое, Зелёное (Нечто Арт) 1998 г. Альбом сразу приобрёл культовый статус в узком кругу особо-приближенных меломанов (появилась рецензия в журнале FUZZ; заглавная песня альбома вошла в Московский сборник Живой звук).

### 1999—2001 г.г.
Группа засела в студию Navigator (Уфа) и записала третий альбом «НЕЧТО» (так называемый синий альбом) (Райс Лис`с/Extraphone) 2000 г. Стилистически эту работу можно отнести к гитарному биг-биту или кибер-панку. Далее, при поддержке клуба Navigator (Уфа) и студии МУХА, группа Нечто снимает свой первый клип на песню Холода (клип мелькает на ТВЦ и в Программе А на РТР). 12 февраля Нечто презентовали свой новый макси-сингл «Про Любовь»2001 г. В этом же году группа даёт серию клубных концертов в Москве и Питере, играет на презентации русского издания журнала New Musical Express, принимает участие в фестивале Рождённые в Нирване, посвящённом памяти Курта Кобейна. Новые песни Нечто соответственно попадают в сборники: NME, Рождённые в Nirvana. Выпуск 3 Архивная копия от 4 марта 2016 на Wayback Machine, ПромойушN, FuzzBox,Vol 12 Архивная копия от 5 марта 2016 на Wayback Machine

### 2003 год
Песня «Открытый Космос» попадает в ротацию Нашего Радио и выходит на сборнике Нашествие. Шаг 12 .

### 2004 год
Группа НЕЧТО Записывает 6-й по счету альбом «ЖИВОЕ» и дает невообразимое количество концертов, среди которых участие на фестивале Крылья — Старый Мельник.

### 2005 год
НЕЧТО участвуют на крупнейшем российском фестивале рок-музыки «Нашествие 2005».

### 2006 год
Этот год для группы Нечто отмечен участием в фестивале «Эммаус 2006».

### 2007 год
Участие в фестивале «Эммаус 2007». Нечто выпускают новый альбом «Live-Без купюр!». Диск содержит 10 треков с живого выступления в Уфимском Джаз-Клубе.

### 2009 год
Активная концертная деятельность Нечто в Уфе и других городах. Запись саундтрека к художественному фильму «O, счастливчик!» (Star Media). Организация собственных проектов и мероприятий, немалого числа сольных концертов, рекламных и PR-кампаний. Организация нового культового движения и концерта «НЕЧТОDAY» с приглашением самых значимых музыкальных коллективов города. Август 2009 — поездка с концертами в клубы Санкт-Петербурга.

### 2010 год
Группа выступает в качестве специальных гостей на Всероссийском рок-фестивале «Качели» в Самаре, а также снимает клип на песню «Открытый космос» при поддержке студии МУХА. Клип попадает в ротацию канала A-One Участвует в различных фестивалях, среди которых фестиваль новой музыки «Навигация» , Москва (Navigator Records).

### 2011 год
Продолжение культового движения и концерта «НечтоDAY 2.0» Участие в фестивале Реакция (Уфа), 8 июня — Альтернативная сцена фестиваля Нашествие 2011, участие в международном фестивале «Соседний Мир 2011» (Крым, Щелкино, Б/О Казантип), а также на фестивале DMC 2011 Архивная копия от 14 августа 2011 на Wayback Machine

## Клипы
2000 — Холода (Студия «Муха»)

2009 — Открытый космос Архивная копия от 18 января 2020 на Wayback Machine (Александр Затона. Спецэффекты: студия «Муха»)